# Campeonato Mundial de Esqui Alpino de 1999
O Campeonato Mundial de Esqui Alpino de 1999 foi a trigésima quinta edição do evento, foi realizado em Vail, Colorado, Estados Unidos, entre os dias 2 e 14 de fevereiro de 1999.

## Resultados

### Masculino
| Evento                 | Ouro                                                       | Prata                                  | Bronze                                  |
| ---------------------- | ---------------------------------------------------------- | -------------------------------------- | --------------------------------------- |
| Downhill (06.02)       | Hermann Maier · Áustria · 1:40,60                          | Lasse Kjus · Noruega · 1:40,91         | Kjetil André Aamodt · Noruega · 1:41,17 |
| Slalon (14.02)         | Kalle Palander · Finlândia · 1:42,12                       | Lasse Kjus · Noruega · 1:42,23         | Christian Mayer · Áustria · 1:42,25     |
| Slalon gigante (12.02) | Lasse Kjus · Noruega · 2:19,31                             | Marco Büchel · Liechtenstein · 2:19,36 | Steve Locher · Suíça · 2:20,79          |
| Super G (02.02)        | Hermann Maier · Áustria / · Lasse Kjus · Noruega · 1:14,53 |                                        | Hans Knauss · Áustria · 1:14,54         |
| Combinado (09.02)      | Kjetil André Aamodt · Noruega · 2:43,09                    | Lasse Kjus · Noruega · 2:43,25         | Paul Accola · Suíça · 2:43,62           |

### Feminino
| Evento                 | Ouro                                      | Prata                                    | Bronze                                   |
| ---------------------- | ----------------------------------------- | ---------------------------------------- | ---------------------------------------- |
| Downhill (07.02)       | Renate Götschl · Áustria · 1:48,20        | Michaela Dorfmeister · Áustria · 1:48,35 | Stefanie Schuster · Áustria · 1:48,37    |
| Slalom (13.02)         | Zali Steggall · Austrália · 1:33,97       | Pernilla Wiberg · Suécia · 1:34,77       | Trine Bakke · Noruega · 1:35,00          |
| Slalom gigante (11.02) | Alexandra Meissnitzer · Áustria · 2:08,54 | Andrine Flemmen · Noruega · 2:08,84      | Anita Wachter · Áustria · 2:09,13        |
| Super G (03.02)        | Alexandra Meissnitzer · Áustria · 1:20,53 | Renate Götschl · Áustria · 1:20,56       | Michaela Dorfmeister · Áustria · 1:20,74 |
| Combinado (08.02)      | Pernilla Wiberg · Suécia · 3:08,52        | Renate Götschl · Áustria · 3:08,67       | Florence Masnada · França · 3:08,97      |

## Quadro de medalhas
| Ordem | País          | Medalha de ouro | Medalha de prata | Medalha de bronze | Total |
| ----- | ------------- | --------------- | ---------------- | ----------------- | ----- |
| 1     | Áustria       | 5               | 3                | 5                 | 13    |
| 2     | Noruega       | 3               | 4                | 2                 | 9     |
| 3     | Suécia        | 1               | 1                | 0                 | 2     |
| 4     | Austrália     | 1               | 0                | 0                 | 1     |
|       | Finlândia     | 1               | 0                | 0                 | 1     |
| 5     | Liechtenstein | 0               | 1                | 0                 | 1     |
| 6     | Suíça         | 0               | 0                | 2                 | 2     |
| 7     | França        | 0               | 0                | 1                 | 1     |
|       | TOTAL         | 11              | 9                | 10                | 30    |